# Свен, Юджин
Юджин Чоучоу Свен (англ. Eugene Chouchou Swen; род. 18 ноября 1999, Монровия) — либерийский футболист, защитник клуба «Беа Маунтин» и национальной сборной Либерии.

## Карьера
Начинал профессиональную карьеру в либерийском клубе «Баррак Янг Контроллерс», вместе с которым стал чемпионом страны и обладателем Кубка. В июле 2019 года футболист перешёл в белорусский клуб «Энергетик-БГУ». Дебютировал за клуб 19 июля 2019 года в матче против «Слуцка», выйдя на поле в стартовом составе. Футболист сразу же закрепился в основной команде клуба, став ключевым защитником. В январе 2020 года футболист покинул клуб.
В январе 2020 года футболист проходил просмотр в гродненском «Немане». Однако до подписания контракта дело не дошло и футболист вернулся на родину, где продолжил выступать за либерийский клуб «Беа Маунтин». В марте 2021 года футболист проходил просмотр в белорусской «Сморгони». В 2022 году футболист выступать за шри-ланкийский клуб «Ап Кантри Лионс». Позже футболист вернулся в либерийский клуб «Беа Маунтин».

## Международная карьера
В ноябре 2018 года футболист в составе национальной сборной Либерии отправился на отборочный турнир Кубка африканских наций. Дебютировал за сборную 18 ноября 2018 года в матче против сборной Зимбабве.

## Достижения
«Баррак Янг Контроллерс»
- Чемпион Либерии: 2018
- Обладатель Кубка Либерии: 2018